# Орден Светог апостола Андреја Првозваног
Орден Светог апостола Андреја Првозваног (рус. Орден Святого апостола Андрея Первозванного) је 30. новембра1698. године увео Петар Велики у част светог Андреја, првог Христовог апостола и покровитеља Русије. То је био први руски орден. Руски цар га је установио чим се вратио са путовања по Европи. Свети Андреј Првозвани је, према житију, био први апостол који је посетио Кијевску Русију и проповедао хришћанство руском народу. Додјела ордена прекинута је 1917. али је обновљена декретом предсједника Руске Федерације бр. 757 од 1. јула 1998. "о враћању Ордена светог апостола Андрије Првоокривљеног". Ово је увијек било одликовање највишег ранга у Русији.

## Историјат
Први који је добио орден био је гроф Фјодор Головин, 20. марта 1699. године. Скоро цијели вијек орден није имао статут. Додељиван је само у једном степену, и то само за најистакнутије војне и цивилне заслуге. Састојао се од орденског знака (емајлирани црни двоглави орао са круном) и осмокраке срeбрне звијезде са девизом: "За веру и верност". Постојала је варијанта украшена „брилијантима“, и такав орден је додељиван као посебно одликовање. Након 1797. године, у вријеме цара Павла I, сваки руски велики кнез награђиван је орденом приликом крштења, а кнезови императорске крви добијали су овај орден када напуне 18 година. Укупно је било од 900 до 1.100 носилаца овог ордена.

## Ношење
Крајем XVIII века орден Светог Андреје Првозваног је добио свој стандардну конфигурацију. Орденски комплет се састојао од четири елемента; ордена, огрлица, звијезде и ленте. Могао је да се носи на два начина; о огрлици или о свијетло-плавој ленти. Ако се носио о огрлици, звијезда није била неопходна. У другој варијанти орден се са огрлицом премјештао на ленту, која се преко десног рамена спуштала на лијеви бок, а звијезда се носила на лијевој страни груди.

## Изглед
Аверс ордена; црни царски двоглави орао повезан плаво емајлираним златним тракама са руском царском круном у надвишењу. На грудима орла златан, плаво емајлиран СветоАндрејски крст са распетим Светитељем. На крајевима греда слова „S. А. Р. R“. (Sanctus Andreas Patronus Russiae = Свети Андреја Заштитник Русије.) Димензије 9,0-9,5 х 6,5-7,0 сантиметара.
Реверс ордена; црни царски двоглави орао повезан плавим тракама са руском царском круном у надвишењу. Око врата орла светлоплаво емајлирана трака са девизом ордена на руском: „ЗА ВЕРУ И ВЕРНОСТЬ“.
Лента од светлоплаве моариране свиле, ширине 110 милиметара
Огрлица ордена Светог Андреје Првозваног се састоји од седамнаест сегмената који сачињавају: 1) седам руских грбова; крунисани двоглави црни орао са скиптром и глобом у канџама, на грудима медаљон са Светим Ђорђем на коњу како убија аждају, 2) шест црвених медаљона са СветоАндрејским крстом и словима S A P R између кракова и 3) четири крунисана плава медаљoна са монограмом Петра Великог, около ратни стегови и војна знамења.
Звијезда ордена; осмокрака звеијезда са глатким крацима пречника 110 милиметара. У центру округли плаво емајлиран медаљон са девизом ордена на руском „ЗА ВЕРУ И ВЕРНОСТЬ“. У центру црвено емајлираног медаљона минијатура ордена.